# Valle di Nagar
La valle di Nagar (in urdu: وادی نگر) è una valle tracciata dal fiume Hunza vicino a quelle di Gilgit e Hunza, situata nell'omonimo distretto nella regione di Gilgit-Baltistan in Pakistan.
Lungo la valle passa l'importante autostrada internazionale chiamata Strada del Karakorum, poco a nord della città di Gilgit. La valle è contornata da alte vette montuose, tra cui Rakaposhi (7788m), Diran (7265m), Spantik e Rush Peak.

## Geografia
L'intera regione è collinosa e circondata da alte montagne tra le quali svetta il Rakaposhi (7788m), ma ogni punto della vallata è agevolmente accessibile. Circa il 90% del territorio della valle è situato a un'altezza superiore ai 3000 m e il 30% della valle si trova a oltre 5000 m di quota.
La città principale è Nagar Khas, l'antica capitale dello Stato principesco del Nagar.